# Медуна ди Ливенца
Меду̀на ди Ливѐнца (на италиански: Meduna di Livenza; на венециански: Meduna, Медуна, на фриулски: Midùne, Мидуне) е малко градче и община в Северна Италия, провинция Тревизо, регион Венето. Разположено е на 8 m надморска височина. Населението на общината е 2969 души (към 2010 г.).